# Vallon de Saint-Marcel
Le vallon de Saint-Marcel est une vallée latérale de la Vallée d'Aoste, située au sud du chef-lieu de Saint-Marcel entre le val Clavalité et le vallon des Laures.

## Géographie
L'accès au vallon s'effectue à pieds à partir du lieu-dit Les Druges.
La réserve naturelle privée de chasse et pêche du Grand Avert s'étend sur la partie haute du vallon. Elle comprend 600 chamois et 60 bouquetins.
En ce qui concerne la flore, le vallon abrite plusieurs espèces rares, telles que la Linnée boréale et la Clématite des Alpes.

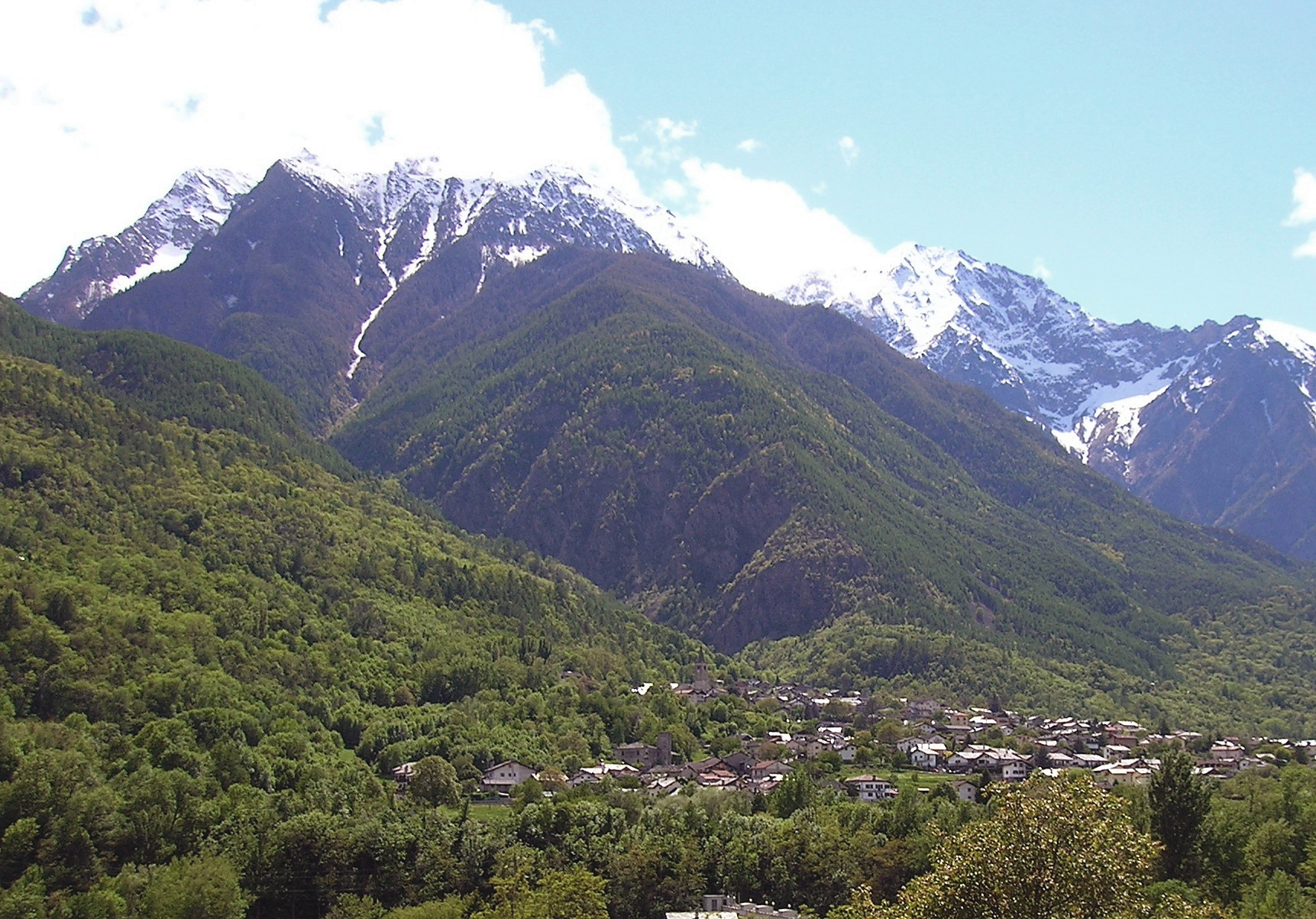
L'endroit où le vallon rencontre la vallée de la Doire baltée.
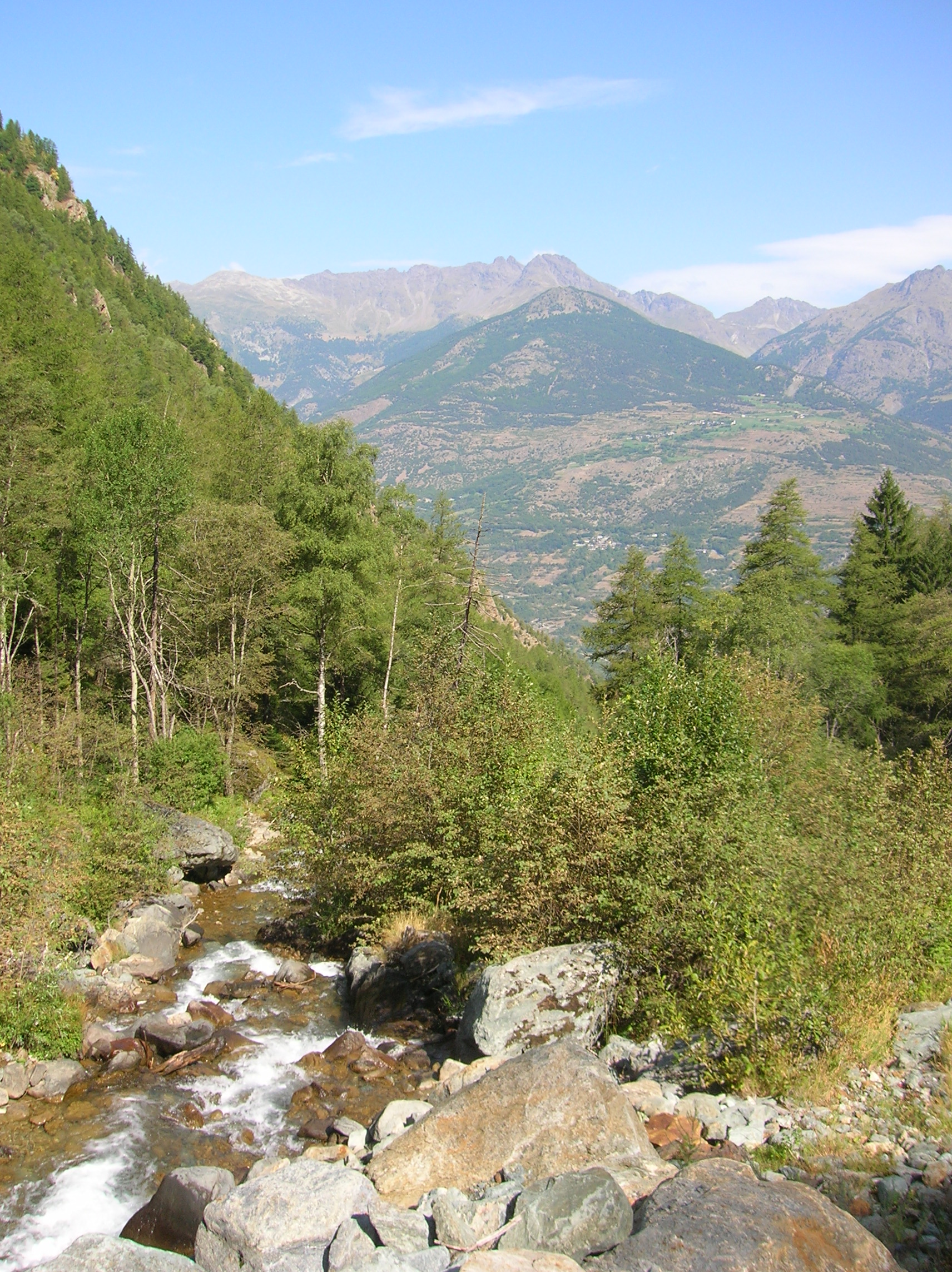
Le torrent Saint-Marcel.
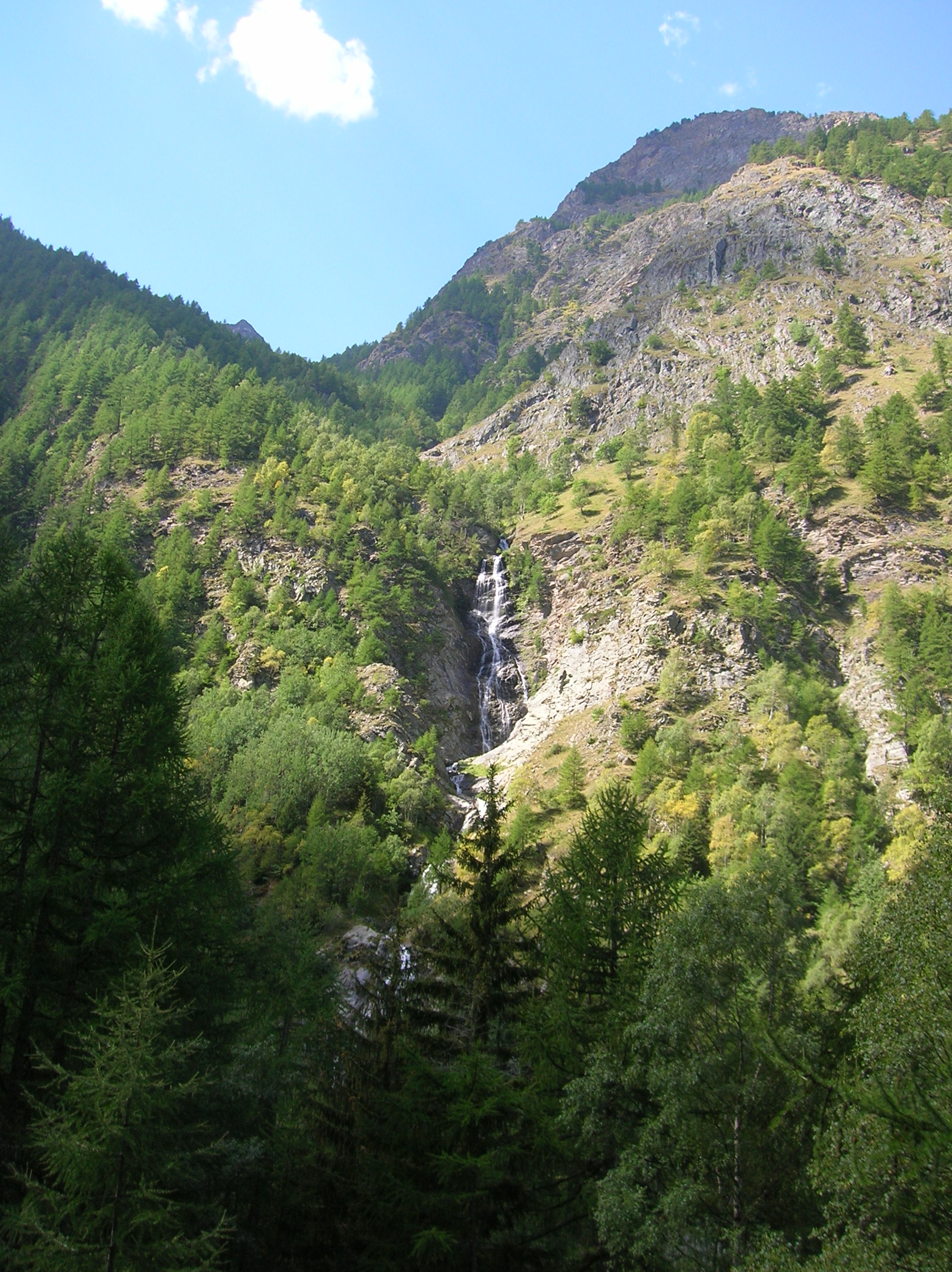
La cascade du vallon vue du sentier pour Servette.

## Les mines de Saint-Marcel
Les mines de cuivre et de manganèse de Saint-Marcel sont exploitées depuis l'époque romaine et sans doute même avant par les Salasses.
Les sites miniers de Prabornaz, Servette et Chuc, aujourd'hui abandonnés, ont fait l'objet d'exploitation industrielle au cours des derniers siècles dans la partie haute du vallon, de même que les mines de Cogne et de La Thuile.
Un plan de mise en sécurité a été approuvé en mars 2013 par la Junte régionale dans des buts touristiques.

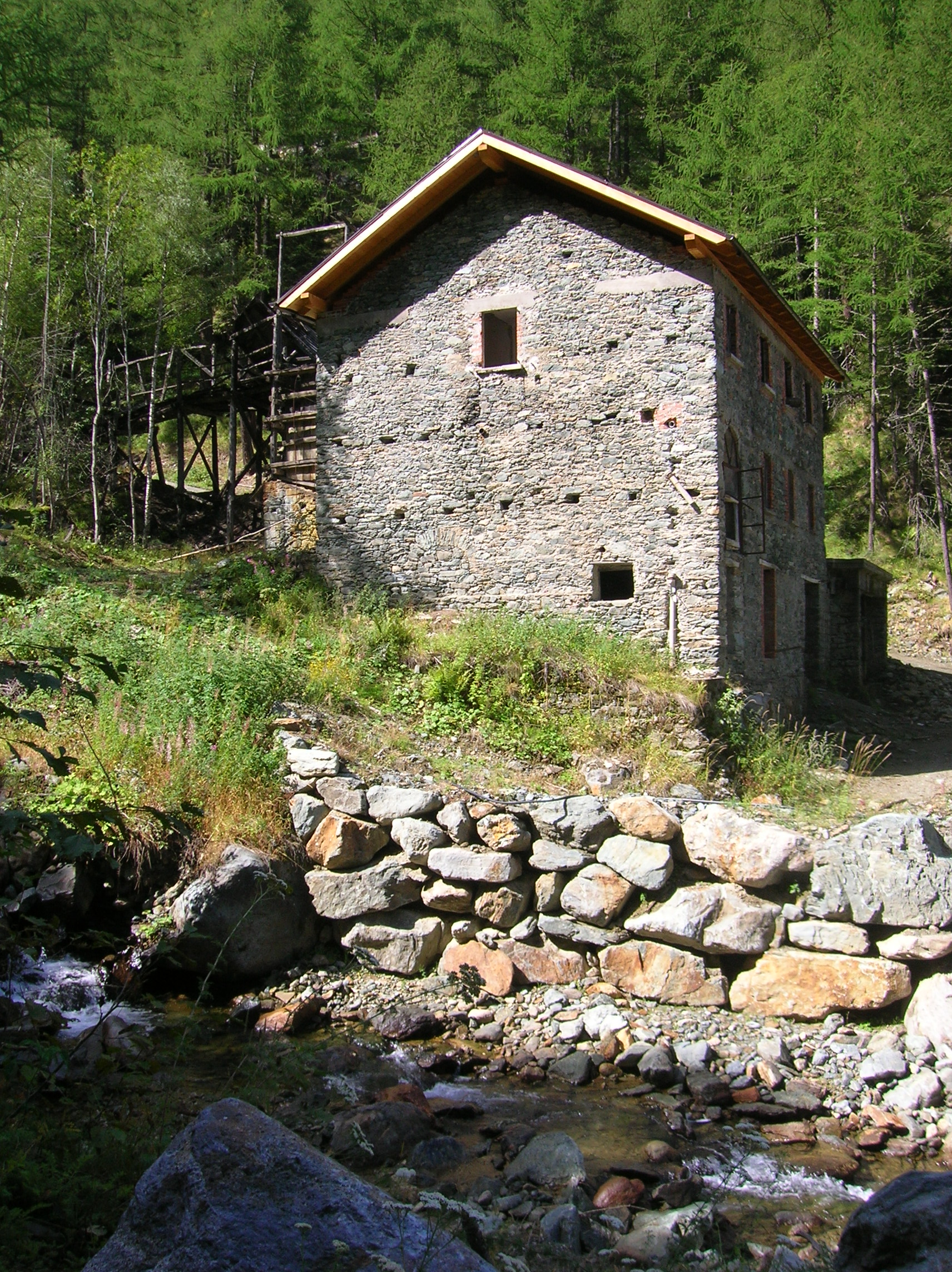
Archéologie industrielle près du torrent.
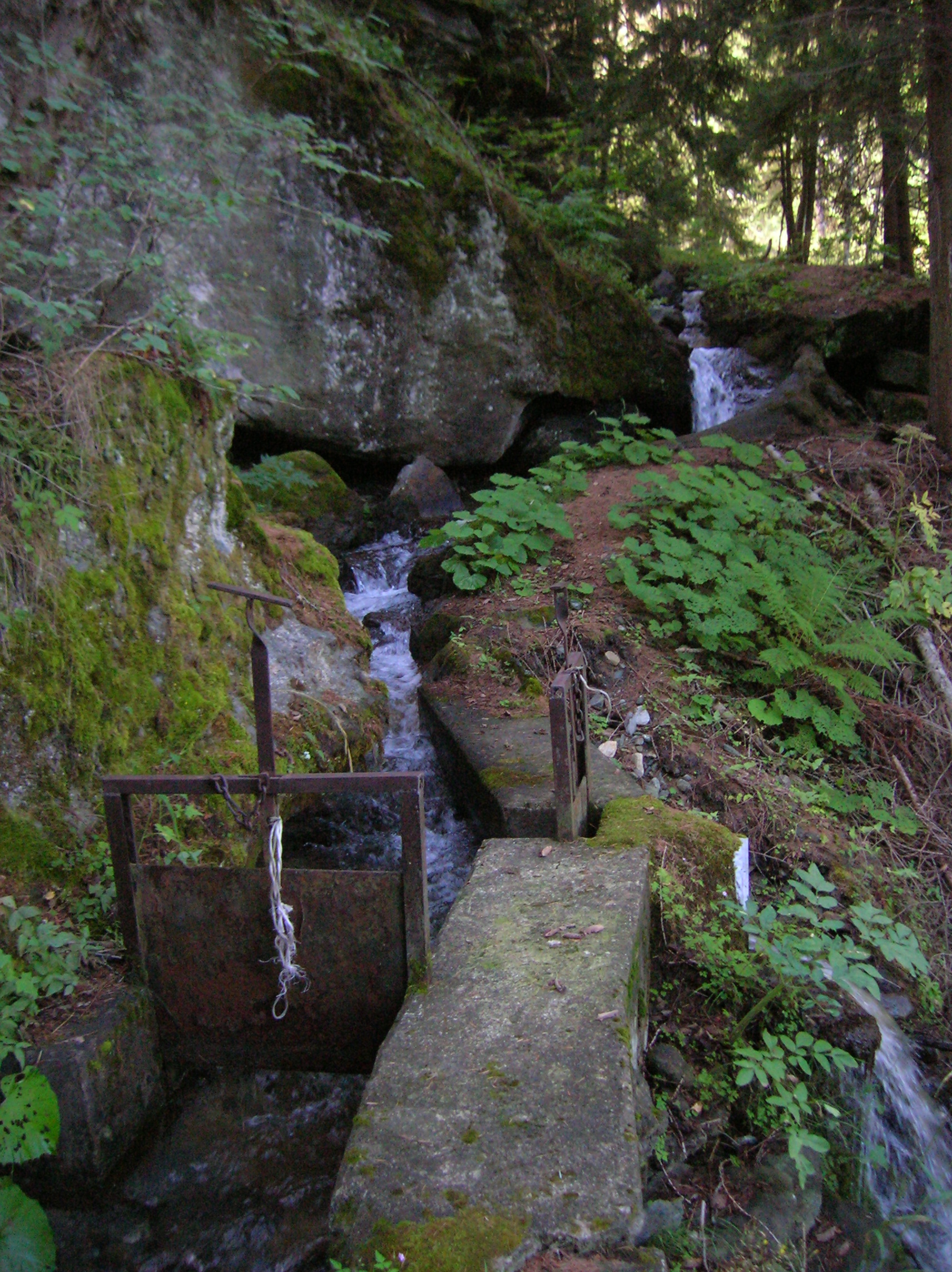
Les écluses du ru Fontillon-Mulac.

## Éve verta

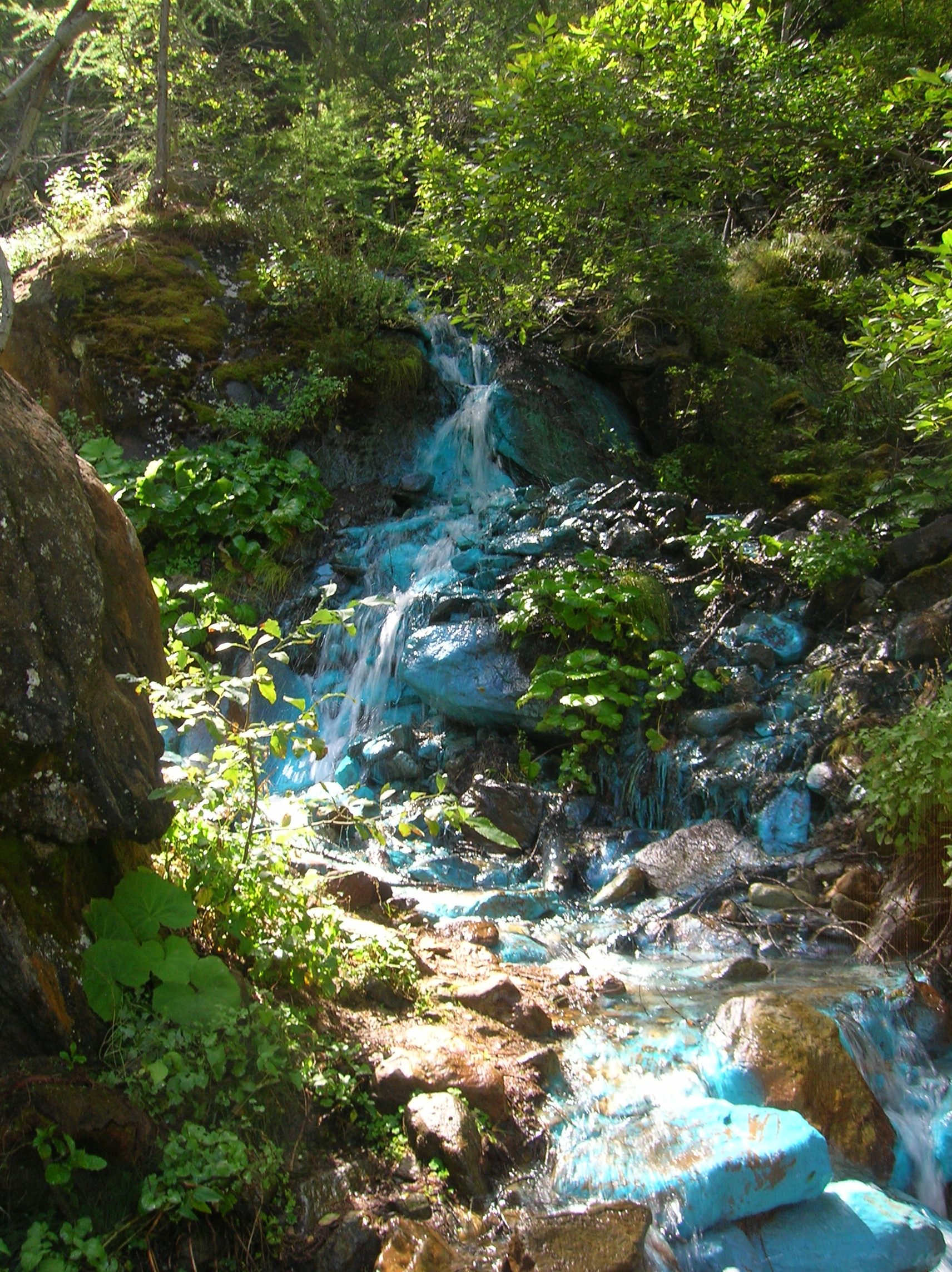
LÉve-verta.

Une source d'eau turquoise est présente au lieu-dit Laveyc ou Éve-verta (en patois valdôtain « Eau verte »), à 1 290 m d'altitude environ : elle est riche en sels de cuivre.

## Sommets
- Grande Roise - 3 357 m - sur la ligne de partage des eaux avec le vallon des Laures
- Pointe de Leppe - 3 306 m - sur la ligne de partage des eaux avec le vallon de Grauson (latérale du Val de Cogne) et le vallon des Laures
- Pointes Junod - 3 300 m - sur la ligne de partage des eaux avec le vallon des Laures
- Pointe Garzotto - 3 274 m - sur la ligne de partage des eaux avec le vallon des Laures
- Pointe Vert - 3 148 m - sur la ligne de partage des eaux avec le vallon de Grauson
- Pic de Salé - 3 137 m - sur la ligne de partage des eaux avec le vallon des Laures
- Pointe Laval - 3 102 m - sur la ligne de partage des eaux avec le vallon de Grauson
- Grand Avert - 2 991 m - sur la ligne de partage des eaux avec le val Clavalité
- Pointe de Plan Ruvey - 2 881 m - sur la ligne de partage des eaux avec le val Clavalité
- Mont Corquet - 2 530 m - sur la ligne de partage des eaux avec le val Clavalité

## Lieux d'intérêt
- Sanctuaire Notre-Dame de Plout